# Radio Sydväst
Radio Sydväst är en närradiostation som sänder på 88,9 MHz i Stockholms sydvästra förorter. På Radio Sydväst sänder drygt 30 olika föreningar program. Man sänder bland annat andliga program från såväl svenska kyrkan som frikyrkor och också andra religiösa organisationer. Det finns även program på olika minoritetsspråk, bland andra arabiska, persiska, spanska med flera.
Radio Sydväst styrs av de föreningar som sänder på stationen. Varje sändande förening är medlem i "Närradioföreningen Stockholm-Sydväst" som är en samarbetsorganisation för de föreningar som sänder. Närradioföreningen tillhandahåller en gemensam studio för de sändande föreningarna, utbildar i teknik och program, handlägger det löpande arbetet med programtablån, marknadsför stationen och fyller ut den sändningstid som ingen förening använder med programinformation.
Sedan 2006 har man anställd personal (deltidstjänst). Den största delen av verksamheten bedrivs dock ideellt. Alla kostnader förenade med verksamheten betalas av de sändande föreningarna.